# Buntfuß-Sturmschwalbe
Die Buntfuß-Sturmschwalbe (Oceanites oceanicus) ist eine sehr kleine Art der Familie der Sturmschwalben. Sie gilt als einer der häufigsten Seevögel, deren Bestand in die Millionen geht. Die Erstbeschreibung der Art erfolgte 1820 von Heinrich Kuhl unter dem Namen Procellaria oceanicus, irrtümlich erneut als neue Art wurde sie 1824 von Charles Lucien Jules Laurent Bonaparte unter dem Namen Procellaria wilsonii beschrieben. Sie ist in Europa ein sehr seltener Irrgast, der im Südwesten und Westen der Küstengebiete Irlands und Großbritanniens seit den 1970er Jahren fast jährlich beobachtet wird.

## Beschreibung
Die Buntfuß-Sturmschwalbe hat ausgewachsen eine Körperlänge von 18 bis 19 cm und eine Flügelspanne von 41 cm. Auf der Oberseite ist sie rußschwarz gefärbt. Oberhalb des Bürzels ist ein klarer Fleck weißer Federn. Der Schwanz ist schwarz und gerade abgeschnitten. 
Auffällig sind im Flug die Füße, die weit über den Schwanz herausgestreckt werden. Die Schwimmhäute dieser Füße sind gelb. Der Flug besteht aus kurzen Gleitphasen und lockeren Flügelschlägen im Wechseln. Bei der Nahrungssuche hopst und flattert die Buntfuß-Sturmschwalbe paddelnd auf der Wasserfläche entlang. Man nimmt an, dass durch dieses Verhalten Beutetiere angelockt werden.

## Verbreitung
Buntfuß-Sturmschwalben brüten unter anderem auf dem  antarktischen Festland, den Falklandinseln, Kerguelen, Heard und Bouvet in Felsspalten oder auf Moospolstern. Die Nahrung besteht hauptsächlich aus Krill, aber auch aus anderen Krebstieren und Tintenfischen. Individuen dieser Art können ungefähr 10 Jahre alt werden.

## Lebensweise
In den antarktischen Kolonien brütet diese Art in Felsspalten oder gräbt Baue in die weiche Erde. Das Gelege besteht aus einem weißschaligen Ei, das am breiteren Ende rötlich-braune Flecken aufweist. Auf den Falklandinseln währt die Fortpflanzungszeit von Dezember bis April. Ab Mai sind keine Buntfuß-Sturmschwalben mehr über den Gewässern rund um die Falklandinseln zu beobachten. Sie migrieren dann in nördlicher gelegene Ozeane.

## Belege

### Einzelbelege
1. ↑   Edward H. Burtt Jr.: The Birds of Alexander Wilson: Wilson's Storm-Petrel (Oceanites oceanicus). Wilson Journal of Ornithology. Bd. 125, Nr. 2, Juni 2013, S. 441
2. ↑   Hans-Günther Bauer, Einhard Bezzel und Wolfgang Fiedler (Hrsg.): Das Kompendium der Vögel Mitteleuropas: Alles über Biologie, Gefährdung und Schutz. Band 1: Nonpasseriformes – Nichtsperlingsvögel, Aula-Verlag Wiebelsheim, Wiesbaden 2005, ISBN 3-89104-647-2, S. 203
3. ↑   Wood, S. 56